# Soulaimane Amaldine
Soulaimane Amaldine (* 26. Dezember 1985) ist ein komorischer Fußballschiedsrichterassistent.
Seit 2009 steht Amaldine auf der Liste der FIFA-Schiedsrichter und ist an der Spielleitung internationaler Fußballspiele beteiligt, unter anderem in der CAF Champions League.
Amaldine wurde bei zwei Afrika-Cups eingesetzt. Beim Afrika-Cup 2019 in Ägypten und beim Afrika-Cup 2022 in Kamerun leitete er insgesamt fünf Spiele.
Zudem war er unter anderem Schiedsrichterassistent beim U-17-Afrika-Cup 2015 im Niger und beim U-17-Afrika-Cup 2017 in Gabun, bei der U-20-Weltmeisterschaft 2019 in Polen, in der afrikanischen WM-Qualifikation sowie bei diversen Qualifikations- und Freundschaftsspielen.